# Jermaine Gonzales
Jermaine Gonzales (Kitson Town, 26 novembre 1984) è un velocista giamaicano, specializzato nei 400 metri piani e allenato da Glen Mills e Bert Cameron.

## Biografia
La sua carriera ebbe inizio nella categoria allievi: nel 2001 prese parte ai campionati del mondo allievi che si tennero a Debrecen, conquistando la medaglia di bronzo sui 400 metri piani, sua distanza prediletta. L'anno successivo portò a casa un altro bronzo nella medesima specialità ai mondiali juniores di Kingston.
Le stagioni 2003 e 2004 furono in gran parte compromesse da un infortunio; tuttavia prese parte alla staffetta 4×400 metri dei Giochi olimpici di Atene insieme a Michael Campbell, Michael Blackwood e Davian Clarke, ma vennero squalificati in batteria.
Nel 2006 vinse due medaglie di bronzo ai Giochi del Commonwealth nei 400 metri piani e nella staffetta 4×400 metri con Lancford Davies, Davian Clarke e Lansford Spence.
Nel 2012 partecipò ai Giochi olimpici di Londra nella gara dei 400 metri piani, ma fu eliminato durante le batterie. Durante la stessa competizione prese parte, insieme a Dane Hyatt, Riker Hylton e Errol Nolan, alla staffetta 4×400 metri, ottenendo la squalifica in batteria.

## Progressione

### 400 metri piani
| Stagione | Risultato | Luogo      | Data      | Rank. Mond. |
| -------- | --------- | ---------- | --------- | ----------- |
| 2012     | 45"18     | Kingston   | 1-7-2012  | 33º         |
| 2011     | 44"69     | Stoccolma  | 29-7-2011 | 6º          |
| 2010     | 44"40     | Monaco     | 22-7-2010 | 2º          |
| 2009     | 45"81     | Toronto    | 11-6-2009 | 85º         |
| 2008     | 46"75     | Kingston   | 3-5-2008  | -           |
| 2007     | 45"78     | Carson     | 20-5-2007 | -           |
| 2006     | 44"85     | Roma       | 14-7-2006 | 14º         |
| 2005     | -         | -          | -         | -           |
| 2004     | 45"41     | Losanna    | 6-6-2005  | 46º         |
| 2003     | 46"81     |            | 5-4-2003  | -           |
| 2002     | 45"80     | Bridgetown | 5-7-2002  | 70º         |
| 2001     | 47"51     | Debrecen   | 14-7-2001 | -           |

## Palmarès
| Anno | Manifestazione          | Sede      | Evento      | Risultato | Prestazione | Note                                   |
| ---- | ----------------------- | --------- | ----------- | --------- | ----------- | -------------------------------------- |
| 2001 | Mondiali allievi        | Debrecen  | 400 m piani | Bronzo    | 47"51       | Miglior prestazione personale          |
| 2002 | Mondiali juniores       | Kingston  | 400 m piani | Bronzo    | 45"84       | Miglior prestazione personale          |
| 2002 | Mondiali juniores       | Kingston  | 4×400 m     | Argento   | 3'04"06     | Miglior prestazione nazionale under 20 |
| 2004 | Giochi olimpici         | Atene     | 4×400 m     | Batteria  | dq          |                                        |
| 2006 | Giochi del Commonwealth | Melbourne | 400 m piani | Bronzo    | 45"16       |                                        |
| 2006 | Giochi del Commonwealth | Melbourne | 4×400 m     | Bronzo    | 3'01"94     |                                        |
| 2009 | Mondiali                | Berlino   | 4x400 m     | Batteria  | 3'04"45     |                                        |
| 2011 | Mondiali                | Taegu     | 400 m piani | 4º        | 44"99       |                                        |
| 2011 | Mondiali                | Taegu     | 4×400 m     | Bronzo    | 3'00"10     |                                        |
| 2012 | Giochi olimpici         | Londra    | 400 m piani | Batteria  | 46"21       |                                        |
| 2012 | Giochi olimpici         | Londra    | 4×400 metri | Batteria  | dnf         |                                        |